# Schwarzbrusthamster
Der Schwarzbrusthamster (Mesocricetus raddei) ist ein Nagetier in der Unterfamilie der Hamster.

## Merkmale
Mit einer Kopf-Rumpf-Länge von 149 bis 220 Millimeter, einer Schwanzlänge von 12 bis 20 Millimeter und einem Gewicht von 200 bis 300 Gramm ist die Art größer als der Goldhamster, der zur gleichen Gattung zählt. Beide Arten besitzen einen gleichartigen Körperbau. Im Gegensatz zum Goldhamster kann das graue Fell der Oberseite eine gelbbraune Tönung besitzen, jedoch keine rötliche Tönung. Die Unterseite ist je nach Exemplar dunkelgrau, hellgraue oder fast weiß. Auf der Brust kommt das namensgebende breite schwarze Band vor. Der Schwarzbrusthamster besitzt cremefarbene Flecken auf den Wangen und hinter den Ohren sowie schwarzbraune Streifen am seitlichen Hals. Gelegentlich werden völlig schwarze oder weiße Exemplare registriert.

## Verbreitung
Das Verbreitungsgebiet liegt im nördlichen Kaukasus und im vorgelagerten Tiefland in Russland und Georgien. Es reicht von Dagestan bis zum Fluss Don sowie bis zum Asowschen Meer. Aus Georgien ist nur ein Fund registriert. Der Schwarzbrusthamster hält sich in Regionen auf die auf 200 bis 2800 Meter Höhe liegen. Er bewohnt trockene Steppen mit Gräsern und Kräutern. Gelegentlich werden Landwirtschaftsflächen und kleinere Baumansammlungen innerhalb der Steppen besucht.

## Lebensweise
Die Individuen sind im zeitigen Frühjahr und im Herbst dämmerungs- und nachtaktiv. Im späteren Frühjahr und im Sommer können sie auch tagaktiv sein. Abhängig von der Höhenlage halten sie vier bis sechs Monate Winterschlaf. Wie bei anderen Hamstern werden tiefe unterirdische Baue mit einem oder mehreren Eingängen gegraben. Die Tunnel gehen vom Eingang, der einen Durchmesser von 4,5 bis 7 Zentimeter hat, senkrecht auf einer Länge von 40 bis 100 Zentimeter. Sie gehen in waagerechte Gänge über, die 50 bis 80 Zentimeter lang sind. An diese Gänge sind verschiedene Wohnkammern, Vorratskammern und Latrinen angeschlossen.
Die Nahrung des Schwarzbrusthamsters besteht im Frühling und zeitigen Sommer hauptsächlich aus grünen Kräutern. Im späteren Sommer und Herbst werden Samen, Hülsenfrüchte, Wurzeln und Pflanzenknollen gefressen. Mit Hilfe der Backentaschen trägt die Art Vorräte zum Bau, die bis zu 16 Kilogramm wiegen können.
Bei Weibchen kommen in der warmen Jahreszeit im Gebirge zwei sowie im Flachland bis zu drei (sehr selten vier) Würfe vor. Pro Wurf werden 4 bis 24 Nachkommen geboren. Ein durchschnittlicher Wurf besteht aus 12 Nachkommen.

## Bedrohung
Der Schwarzbrusthamster wird in Landwirtschaftsgebieten als Pflanzenschädling bekämpft. Das wirkt sich nicht auf die Gesamtpopulation aus, die als stabil eingeschätzt wird. Die IUCN listet die Art als „nicht gefährdet“ (least concern).